# Nationale feestrok

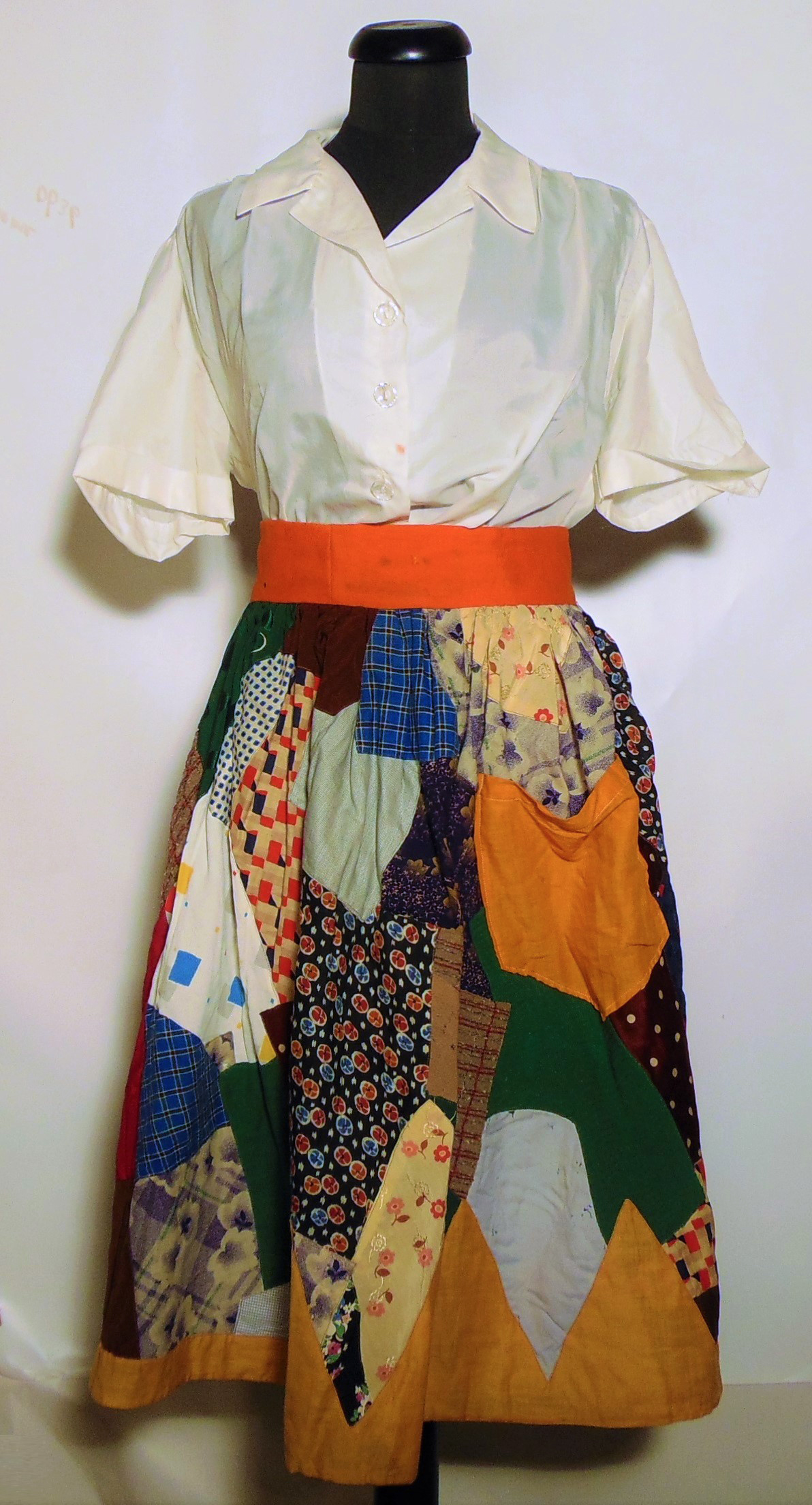
Nationale feestrok (1946)

De nationale feestrok (ook wel bevrijdingsrok, levensrok of oranjerok genoemd) is een kledingstuk dat gedragen werd door vrouwen na de bevrijding van de Duitse bezetting in Nederland in 1945.

## Geschiedenis
Het idee van de nationale feestrok was afkomstig van Mies Boissevain-van Lennep. Toen zij in gevangenschap verkeerde in Amsterdam onderhield zij contact met haar vrouwelijke medegevangenen door middel van verstopte briefjes in een waszak. Op een dag vond zij een lappendas in de waszak. Deze was samengesteld door een medegevangene die hierbij kleding van haar kinderen en van haarzelf had gebruikt. Ze vertelde het verhaal achter ieder lapje, en dit zorgde voor verbondenheid onder de gevangenen.
Na afloop van de Tweede Wereldoorlog nam Mies namens de commissie van feest- en gedenkdagen het initiatief om van verschillende lapjes rokken te maken. Deze konden door vrouwen op speciale dagen gedragen worden. Ondanks de textiel-schaarste in deze tijd was er geen gebrek aan oude kledingstukken, en de lapjes konden op oude rokken worden genaaid. Het was de bedoeling dat vrouwen zelf betekenis gaven aan elk lapje, en deze werden dan ook regelmatig versierd met jaartallen van belangrijke gebeurtenissen, of herinneringen die met borduurwerk verbeeld werden
De aanwezigheid van de rokken in het openbare leven heeft niet lang geduurd. Het hoogtepunt was op 2 september 1948, ten tijde van de tentoonstelling De Nederlandse Vrouw 1898-1948. Honderden vrouwen trokken in hun feestrok in een optocht over het Binnenhof in Den Haag, ter viering van het vijftigjarig regeringsjubileum van koningin Wilhelmina. Daarna zijn er geen grote rokkenmanifestaties meer geweest, maar dit betekent niet dat de rok toen geheel verdween. Er zijn nog rokken bekend waarop data te vinden zijn van tot in de jaren tachtig.

## Symboliek
Behalve het uiten van vreugde hangt er ook veel symboliek samen met de nationale feestrok. Zo stond de rok voor harmonie, zowel persoonlijk als in verhouding tot andere mensen. Saamhorigheid en samenwerking, en daarbij een geheel vormen dat meer is dan de delen. Wederopbouw, opbouw uit afbraak. Vernieuwing van de samenleving, uit het oude iets nieuws maken. Het doorbreken van de hokjesgeest en de verzuiling van voor de oorlog. Aanvaarding van het verleden, en vertrouwen hebben in de toekomst. Dankbaarheid voor wat er behouden mocht worden.
Mies had juist voor vrouwen een speciale rol in gedachten bij de wederopbouw. Vrouwen waren zowel in politieke als in huiselijke zin onmisbaar. Op beide fronten zouden vrouwen met hun intelligentie en schoonheid het goede en het mooie brengen, harmonie scheppen, en dingen die kapotgegaan waren herstellen tot een sterk geheel. De rok moest symbool staan voor deze vrouwelijke werkelijkheidszin.

## Richtlijnen
Er waren richtlijnen voor het maken en gebruiken van de feestrokken. Zo moest de zoom uit effen driehoeken bestaan, met aan de voorkant in het midden de datum 5 mei 1945. Er zijn ook varianten te vinden die hierbij 5 mei 1946 als datum hebben, omdat dit de datum was van de eerste viering van de bevrijding. De rokken dienden te worden gedragen op nationale feestdagen, maar ook op belangrijke feesten van de persoon zelf. De data van deze feesten en belangrijke gebeurtenissen die tijdens de levensloop van de drager nog meegemaakt zouden worden konden dan weer verwerkt worden in de rok. Zowel hoogtepunten als dieptepunten konden verwerkt worden, waardoor de rokken uiteindelijk een uniek levensverhaal vormden. Mies zelf prefereerde dan ook de naam levensrok. Uiteindelijk zou de rok dan overgaan van moeder op dochter.
De rokken dienden ook geregistreerd te worden. De rokken kregen vervolgens een stempel met een nummer. Uiteindelijk zijn er zo’n 4.000 geregistreerd. Ook mochten de rokken alleen zelfgemaakt zijn. Dit omdat de rok uniek en persoonlijk diende te zijn, en bovendien het werk van de wederopbouw symboliseerde. Er werden ook fabrieksrokken verkocht, maar deze kwamen niet in aanmerking voor registratie.